# François Bourgeois
François Bourgeois   (Remicourt, 21 de març de 1723 - Pequín, 29 de juliol de 1792) fou un jesuïta francès, missioner a la Xina durant el regnat de l'emperador Qianlong de la dinastia Qing.

## Biografia
François Bourgeois va néixer el 21 de març de 1723 a Remicourt (Vosges) França. El 17 de setembre de 1740 va ingressar al noviciat de la Companyia de Jeús a Nancy. El 19 de gener de 1764 va embarcar rumb a la Xina; va arribar a Canton el 13 d'agost de 1767 i a Pequín el juliol de 1768.

### Activitat a la Xina, i la supressió de la Companyia de Jesús
Quan Bourgeoios va arribar a la Xina ja va expressar en les cartes enviades a Europa, les seves impressions i dificultats:
" El xinès és bo. A continuació, assegureu-vos que no s'assembli a cap idioma conegut. La mateixa paraula només té un final; no es troba allò que en les nostres variacions distingeix el gènere n del nombre de coses de què es parla. En el verb, res ens ajuda a escoltar qui és la persona que actua, com i en quin moment actua, si actua sol o amb altres [...]"
De fet l'activitat Bourgeois a la Xina va desenvolupar-se un cop els jesuïtes ja havien estat suprimits a Europa (Portugal 1759, França 1764) i just abans de l'onada anti-cristiana a la Xina (1784-85) a finals del regnat de l'emperador Qianlong (1735 - 1796).
El breu, Dominus ac Redemptor, del Papa Climent XIV, que suprimeix la Companyia de Jesús a tot el món catòlic, va ser signat a Roma el 21 de juliol de 1773, però no va arribar a Pequín fins a l'any 1774 i a Nanking el 1775.
Les sorprenents notícies van arribar lentament a altres jesuïtes repartides per diverses províncies de la Xina, acabant bruscament cent noranta anys de la presència de la Companyia. En la seva carta escrita el maig de 1775, François Bourgeois, que tenia el càrrec de superior a Pequín dels jesuïtes de la missió francesa, va descriure el seu profund dolor per la supressió total i sobtada:
"Em limito a gemegar en presència de Déu ... Les llàgrimes em corren dels ulls malgrat la meva voluntat; la renúncia més completa no pot assecar la seva font. Ah! Si el món sap què perdem, què perd la nostra religió amb la desaparició de la Companyia de Jesús! ” (Carta al P. Duprez, 15 de maig de 1775)"
El 1772 Bourgeois havia estat nomenat superior dels jesuïtes francesos pel general de la Companyia, Lorenzo Ricci, el darrer abans de la supressió de la congregació.

### Els lazaristes, els bens dels jesuïtes i el rei de França
Després de la supressió de la Companyia de Jesús, la Congregació de Propaganda Fide no va poder trobar una congregació religiosa que substituís els antics jesuïtes a Pequín, fins que La Congregació de les Missions, comunament anomenada Lazaristes o Vicencians (Sant Vicenç de Pau), van acceptar aquesta missió. El 8 de maig, de 1785 el nou bisbe de Pequín, Alexis de Gouvea, franciscà portuguès, va promulgar un decret de la Congregació de Propaganda, que traslladava les cases, les esglésies i les propietats de l'extinta Companyia de Jesús a Pequín als lazaristes. Bourgeois, Joseph-Marie Amiot, de Poirot, Ventavon i Giuseppe Panzi., tots van continuar treballant per a l'Emperador al palau imperial.
Davant de la nova situació tots els antics missioners, com Michel Benoist, François-Marie d'Ollières, Pierre Martial Cibot,i Jean-Paul Collas i el seu superior, Bourgeois, amb els sacerdots xinesos, van adoptar el criteri de Joseph-Marie Amiot, van decidir "primer no canviar qualsevol cosa en la seva forma de vida fins a la notificació oficial del document, per no cedir res dels béns de la missió als propagandistes abans d’haver rebut l’ordre definitiva"
A mesura que es va dissoldre la Companyia, el papa va ordenar que s'acabés l’autoritat de tots els superiors jesuïtes, tant en qüestions eclesiàstiques com temporals. François Bourgeois tot i que renunciar al seu càrrec de superior va continuar administrant els béns de les missions franceses, amb una activitat molt centrada en els temes econòmics (hi ha molta documentació escrita per Bourgeois sobre l'estat i la distribució de les despeses) i amb el vist-i-plau del rei de França Lluís XIV, però amb l'oposició d'altres jesuïtes francesos, com Baptiste-Joseph Grammon, Louis Antoine de Poirot i Jean-Matthieu Tournu Ventavon. El principal tema de la seva disputa va girar al voltant de l'autoritat per gestionar els béns de la seva missió, i de com i quan s'havien de distribuir.
Als ulls del propi Bourgeois i especialment d' Amiot i del suport de les autoritats franceses representades pel ministre d’estat Henri Léonard Jean Baptiste Bertin, totes les possessions de la missió francesa a Pequín estaven sota constant atac tant dels missioners portuguesos com dels propagandistes de Fide. Per salvaguardar-los, era crucial que les missions jesuïtes franceses fossin assumides per altres súbdits francesos que pertanyien a diferents ordres catòlics.